# Вега (лунный кратер)
Кратер Вега (лат. Vega) — останки ударного кратера в юго-восточной части видимой стороны Луны. Название присвоено в честь словенского математика, физика и артиллерийского офицера Юрия (Георга) Вега (1754—1802) и утверждено Международным астрономическим союзом в 1935 г. Образование кратера относится к донектарскому периоду.

## Описание кратера
Ближайшими соседями кратера являются кратер Фраунгофер на северо-западе; кратер Пэреск на востоке-юго-востоке и кратер Реймерс на юго-западе. На юго-западе от кратера располагается долина Рейта. Селенографические координаты центра кратера 45°25′ ю. ш. 63°16′ в. д. / 45,41° ю. ш. 63,27° в. д., диаметр 73,5 км, глубина 2,78 км.
За время своего существования кратер сильно разрушен. Хорошо сохранилась западная часть вала, тогда как восточная часть вала перекрыта четырьмя небольшими кратерами, южная часть вала и чаши кратера перекрыта сателлитным кратером Вега B. К северо-западной части кратера примыкает скопление небольших кратеров. Высота вала над окружающей местностью 1320 м, объем кратера составляет приблизительно 5 100 км³.. Дно чаши кратера сравнительно ровное, испещрено множеством мелких кратеров.

## Сателлитные кратеры
| Вега | Координаты                                            | Диаметр, км |
| ---- | ----------------------------------------------------- | ----------- |
| A    | 47°15′ ю. ш. 65°09′ в. д. / 47,25° ю. ш. 65,15° в. д. | 12,4        |
| B    | 46°14′ ю. ш. 63°30′ в. д. / 46,23° ю. ш. 63,5° в. д.  | 31,2        |
| C    | 45°16′ ю. ш. 64°43′ в. д. / 45,27° ю. ш. 64,72° в. д. | 20,1        |
| D    | 44°53′ ю. ш. 64°28′ в. д. / 44,89° ю. ш. 64,47° в. д. | 25,0        |
| G    | 44°26′ ю. ш. 62°28′ в. д. / 44,43° ю. ш. 62,46° в. д. | 11,5        |
| H    | 44°35′ ю. ш. 60°16′ в. д. / 44,59° ю. ш. 60,27° в. д. | 6,1         |
| J    | 45°34′ ю. ш. 60°02′ в. д. / 45,56° ю. ш. 60,04° в. д. | 18,6        |